# Бондар Таїса Миколаївна
Бондар Таїса Миколаївна (*20 лютого 1945, Руденськ — †19 грудня 2005, Мінськ) — білоруська письменниця, перекладачка.

## Біографія
Таїса Бондар народилася 20 лютого 1945 року в смт Руденськ Пуховицького району Мінської області, в сім'ї робітників. В 1967 році закінчила факультет англійської мови Мінського державного педагогічного інституту іноземних мов.
Викладала в місті Фалешти (Молдова). В 1977 році повернулася в Білорусь. В 1978-81 роках завідувала відділом образотворчого мистецтва, архітектури та виробничої естетики щотижневика "Література і мистецтво. З 1981 року — керівник відділу культури, відповідальний секретар, а з 1985 року замісник головного редактора часопису «Білорусь». У 2002–2005 роках директор редакційно-видавничої установи «Література і Мистецтво».
Померла від раку 19 грудня 2005 року в Мінську.

## Творчість
Вперше надрукувала вірші в 1970 році. Видала збірники поезії «Захоплення» (1974), «Вікно в осінь» (1977), «…І голос набула душа» (вірші і поеми, 1980), «Святковий сніг», (вірші, поема, 1981), «Одна» (1989), «Час душі, мій час вечірній…» (1995). В поезії Таїси Бондар присутній тривожний роздум над таємничістю жіночої душі, долею і щастям жінки, світлі і трагічні ноти.
Автор книг оповідань «Сині яблука» (1984), повістей «Час, коли нас любили» (1988), повістей і оповідань «Повітряний замок на двох» (1990). У своїх романах письменниця піднімає проблеми сучасної сім'ї, відповідальності перед людими і часом, усвідомлення сенсу життя. Створила портрет Єфросинії Полоцької та її драматичної епохи в романі «Спокуса» (1989). Роман «Жертви» (1992) оповідає про складні перепетії життя жертв культу особи та їхніх нащадків, яких хвилює не доля Батьківщини, а власні інтереси. Видані також книги «Бог зовсім поруч. Сторінки щоденника» (2000), «Іменем Отця і Сина» та роман-містерія «Павутиння» (2004).
Перекладала з молдавської (Г. Вієру «Ім'я твоє», 1896), румунської та англійської мов. Член Спілки письменників СРСР з 1978 року.